# Gidecek Yerim Mi Var?
Gidecek Yerim Mi Var? è il primo singolo di Emre Altuğ ad essere estratto nel 2003 dall'album Sıcak. Nel CD singolo è presente una versione remix.